# George Underwood
George Bernard Underwood (Manchester, 4 de novembro de 1884 - Boston, 28 de agosto de 1943) foi um atleta e campeão olímpico norte-americano.
Underwood participou dos Jogos de St. Louis 1904, onde conquistou a medalha de ouro junto com os compatriotas Paul Pilgrim, Arthur Newton, Howard Valentine e David Munson, que, representando os Estados Unidos, venceram a prova das 4 milhas em equipe.